# Saint-Pierre-du-Fresne
Saint-Pierre-du-Fresne é uma comuna francesa na região administrativa da Normandia, no departamento Calvados. Estende-se por uma área de 3,43 km². Em 2010 a comuna tinha 196 habitantes (densidade: 57,1 hab./km²).